# Mirabeau (Alpes da Alta Provença)
Mirabeau é uma comuna francesa na região administrativa da Provença-Alpes-Costa Azul, no departamento dos Alpes da Alta Provença. Estende-se por uma área de 18,22 km². Em 2010 a comuna tinha 521 habitantes (densidade: 28,6 hab./km²).